# اچ‌ام‌اس ایمپولسیو (دی۱۱)
اچ‌ام‌اس ایمپولسیو (دی۱۱) (به انگلیسی: HMS Impulsive (D11)) یک کشتی بود که طول آن ۳۲۳ فوت (۹۸٫۵ متر) بود. این کشتی در سال ۱۹۳۷ ساخته شد.